# Roy Pomeroy
Roy Pomeroy (20 de abril de 1892 – 3 de septiembre de 1947) fue un artista de efectos especiales y director de cine estadounidense. Uno de los tres únicos técnicos que fundaron la Academia de Artes y Ciencias Cinematográficas, recibió el Premio de la Academia de Efectos de Ingeniería por la película Wings en la primera edición de los Premios de la Academia . 

## Biografía
La carrera de Pomeroy comenzó durante el cine mudo, cuando trabajó como ingeniero de efectos especiales para Famous Players-Lasky y posteriormente para su estudio sucesor, Paramount Pictures . Para Los Diez Mandamientos de 1923, Pomeroy diseñó la secuencia de la separación del Mar Rojo y un efecto en el que los mandamientos aparecían en letras de fuego.  : 104 Trabajó en Peter Pan, Old Ironsides y The Rough Riders , todas para Famous Players o Paramount. Su trabajo en la innovadora película sobre aviación Wings, estrenada en 1927, le valió el Premio de la Academia de Efectos de Ingeniería en la primera ceremonia de los Premios de la Academia .
Pomeroy fue jefe de investigación en Paramount y experimentó con un dispositivo para agregar sonido a las películas de su estudio. Dicho dispositivo denominado Magnascope, finalmente resultaría un fracaso.  : 43 Lo enviaron a visitar los laboratorios de sonido de RCA y Western Electric para estudiar la tecnología de sonido de  Vitaphone y, a su regreso, los trabajadores y ejecutivos del estudio lo trataron como un experto.  : 64 Jesse Lasky dijo: "No podríamos haberlo tratado con más asombro y homenaje si hubiera sido el propio Edison". Joe Youngerman dijo: "Hizo todo lo posible. Afirmó que lo sabía todo al respecto". 
En 1928, Paramount decidió que estaba lista para estrenar una "película sonora", una película con diálogos sincronizados en toda la película, en lugar de escenas seleccionadas. Eligieron para ello la película muda Interferencia , dirigida por Lothar Mendes que estaba terminada pero aún no había sido estrenada. A Pomeroy se le asignó volver a filmar la película con sonido. Exigió, y recibió, un aumento salarial que pasó de 250 dólares a 2.500 dólares semanales. Las versiones muda y sonora se lanzaron simultáneamente. La versión sonora fue mejor considerada por la crítica, pero aun así fue criticada por sus diálogos forzados. Sin embargo, las técnicas de sonido fueron elogiadas por su relativa sofisticación (el crítico Mordaunt Hall señaló que el público "incluso escuchó un bolígrafo rascar el papel mientras Evelyn Brent escribía un mensaje"), anticipando muchos elementos comunes hoy en día; en particular, una escena en la que un personaje llora no muestra al personaje llorando sino que muestra la reacción de su amante, poniendo la atención en su reacción emocional en lugar de mostrar insistentemente la fuente del sonido.  : 104–105 
Después de ser elegido para su próxima tarea como director, Pomeroy pidió otro aumento hasta 3.500 dólares a la semana. El estudio se resistió y reasignó el proyecto a William DeMille, y Pomeroy renunció al estudio.   : 104 Dirigió dos películas sonoras más: Inside the Lines para RKO en 1930 y Shock para WT Lackey Productions en 1934.
A Pomeroy le apasionaba el tiro con arco y tenía una colección de arcos en la oficina de su estudio. 

## Filmografía
- Peter Pan (1924)
- Alas (1927)
- Interferencia (1928)
- Dentro de las líneas (1930)
- Choque (1934)

## enlaces externos
- Roy Pomeroy en Internet Movie Database (en inglés).

- Datos: Q1365563